# Crvena Reka
Crvena Reka (cyr. Црвена Река) – wieś w Serbii, w okręgu pirockim, w gminie Bela Palanka. W 2011 roku liczyła 688 mieszkańców.